# Furie noire
Pour plus de détails, voir Fiche technique et Distribution.
Furie noire (Black Fury) est un film traitant d'un drame social, réalisé par Michael Curtiz en 1934, sorti en 1935.

## Synopsis
Un mineur devenu alcoolique, à la suite d'une rupture sentimentale, est élu responsable du Syndicat local.

## Fiche technique
- Titre : Furie noire
- Titre original : Black Fury
- Réalisateur : Michael Curtiz
- Scénario : Abem Finkel, Carl Erickson (en), Harry R. Irving (théâtre) et d'après l'histoire Jan Volkanik de Michael A. Musmanno
- Production : Hal B. Wallis et Jack L. Warner (producteurs exécutifs non crédités)
- Société de production : First National Pictures et Warner Bros. Pictures
- Chef d'orchestre : Leo F. Forbstein
- Musique originale : Bernhard Kaun (non crédité)
- Photographie : Byron Haskin
- Montage : Thomas Richards
- Direction artistique : John Hughes
- Costumes : Hugh Blair, Dan Brown et Mary Dery (non crédités)
- Distribution : Warner Bros. Pictures
- Langue : anglais
- Pays de production : États-Unis
- Format : Noir et blanc - 1,37:1 - Mono
- Genre : Drame social
- Durée : 94 minutes
- Dates de sortie : 
  - États-Unis : 10 avril 1935 (New York)
  - France : 25 avril 1935
  - États-Unis : 18 mai 1935
- Affiches : Jacques Bonneaud, Joseph Koutachy (France)

## Distribution
- Paul Muni : Joe Radek
- Karen Morley : Anna Novak
- William Gargan : Slim Johnson
- Barton MacLane : Mc Gee
- John Qualen : Mike Shemanski
- J. Carrol Naish : Steve Croner
- Vince Barnett : Kubanda
- Tully Marshall : Tommy Poole
- Henry O'Neill : John W. Hendricks
- Mae Marsh : Mme Mary Novak
- Sara Haden : Sophie Shemanski
- Ward Bond : Mac
- Akim Tamiroff : Sokolsky
- Willard Robertson : M. J.J. Welsh
- Joe Crehan : Farrell

## Distinctions
Le film a été présenté à la Mostra de Venise dans le cadre de la compétition internationale.